# Нововолинська міська рада
Нововоли́нська міська́ ра́да — адміністративно-територіальна одиниця та орган місцевого самоврядування у Волинській області. Адміністративний центр — місто обласного значення Нововолинськ.

## Загальні відомості
- Територія ради: 17 км²
- Населення ради: 56 902 осіб (станом на 1 січня 2018 року)[1]

## Адміністративний устрій
Міській раді підпорядковані:
- м. Нововолинськ
- Благодатна селищна рада
  - смт Благодатне

## Склад ради
Рада складається з 34 депутатів та голови.
- Голова ради: Карпус Борис Сергійович
- Секретар ради: Шаповал Олена Сергіївна

## Керівний склад попередніх скликань
| ПІБ                         | Основні відомості | Дата обрання | Дата звільнення |
| --------------------------- | --- | ------------ | --------------- |
| Сапожніков Віктор Борисович | Міський голова, 1954 року народження, освіта вища, позапартійний                                                               | 26.03.2006   | 31.10.2010      |
| Сапожніков Віктор Борисович | Міський голова, 1954 року народження, освіта вища, позапартійний, від політичної партії Всеукраїнське об'єднання «Батьківщина» | 31.10.2010   | 25.10.2015      |
| Сапожніков Віктор Борисович | Міський голова, 1954 року народження, освіта вища, позапартійний, від партії Блок Петра Порошенка «Солідарність»               | 25.10.2015   |                 |

Примітка: таблиця складена за даними сайту Верховної Ради України та ЦВК

### Депутати VII скликання
За результатами місцевих виборів 2015 року депутатами ради стали:

#### За суб'єктами висування
| Суб'єкт висування                                          | Кількість обраних депутатів | %     |
| ---------------------------------------------------------- | --------------------------- | ----- |
| Партія Блок Петра Порошенка «Солідарність»                 | 6                           | 17.65 |
| Політична партія Всеукраїнське об'єднання «Батьківщина»    | 6                           | 17.65 |
| Політична партія «Об'єднання „Самопоміч“»                  | 5                           | 14.71 |
| Політична партія «Українське Об'єднання патріотів — УКРОП» | 5                           | 14.71 |
| Радикальна партія Олега Ляшка                              | 4                           | 11.76 |
| Політична партія Всеукраїнське об'єднання «Свобода»        | 3                           | 8.82  |
| Політична партія «Громадянська позиція»                    | 3                           | 8.82  |
| Політична партія «Наш край»                                | 2                           | 5.88  |

#### За округами
| № округу                                                   | Прізвище, ім'я, по батькові     | Дата нар.  | Освіта              | Партійна приналежність                                           | Відомості                                                                                                   |
| ---------------------------------------------------------- | ------------------------------- | ---------- | ------------------- | ---------------------------------------------------------------- | --- |
| ПАРТІЯ "БЛОК ПЕТРА ПОРОШЕНКА «СОЛІДАРНІСТЬ»                |                                 |            |                     |                                                                  | |
| 4                                                          | Бадзюнь Віталій Миколайович     | 23.08.1961 | вища                | безпартійний                                                     | приватний підприємець                                                                                       |
| 8                                                          | Бадзюнь Богдан Миколайович      | 22.06.1970 | вища                | безпартійний                                                     | приватний підприємець                                                                                       |
| 3                                                          | Трофимчук Сергій Олексійович    | 29.04.1968 | вища                | член ПАРТІЇ "БЛОК ПЕТРА ПОРОШЕНКА «СОЛІДАРНІСТЬ»                 | Нововолинська ЗОШ І-ІІІ ступенів № 7, директор                                                              |
| 6                                                          | Мороз Юрій Костянтинович        | 07.03.1957 | вища                | член ПАРТІЇ "БЛОК ПЕТРА ПОРОШЕНКА «СОЛІДАРНІСТЬ»                 | Нововолинська ЗОШ І-ІІІ ступенів № 3, директор                                                              |
| 22                                                         | Мних Валерій Михайлович         | 27.03.1957 | вища                | безпартійний                                                     | ТОВ «Віталіна-Аудит», аудитор                                                                               |
| 15                                                         | Бадзюнь Олег Володимирович      | 19.04.1970 | вища                | безпартійний                                                     | приватний підприємець                                                                                       |
| політична партія Всеукраїнське об'єднання «Батьківщина»    |                                 |            |                     |                                                                  | |
| пк                                                         | Сторонський Андрій Миронович    | 30.09.1966 | вища                | член політичної партії Всеукраїнське об'єднання «Батьківщина»    | Нововолинська міська рада, заступник міського голови                                                        |
| 8                                                          | Чайка Олена Іванівна            | 05.12.1950 | вища                | член політичної партії Всеукраїнське об'єднання «Батьківщина»    | Житлово-комунальне об'єднання, генеральний директор                                                         |
| 33                                                         | Панафідіна Галина Михайлівна    | 23.01.1961 | середня спеціальна  | член політичної партії Всеукраїнське об'єднання «Батьківщина»    | приватний підприємець                                                                                       |
| 15                                                         | Тарасенко Віктор Іванович       | 02.03.1954 | середня спеціальна  | член політичної партії Всеукраїнське об'єднання «Батьківщина»    | пенсіонер                                                                                                   |
| 1                                                          | Магомаєв Магомед Джамбулатович  | 05.10.1956 | вища                | безпартійний                                                     | Нововолинська ЦМЛ, хірург                                                                                   |
| 26                                                         | Рожелюк Володимир Дмитрович     | 03.09.1954 | вища                | член політичної партії Всеукраїнське об'єднання «Батьківщина»    | Нововолинська міська рада, секретар Ново-волинської міської ради, перший заступник міського голови          |
| Політична партія "Об'єднання «САМОПОМІЧ»                   |                                 |            |                     |                                                                  | |
| 25                                                         | Здига Алім Іванович             | 01.09.1973 | вища                | безпартійний                                                     | приватний підприємець                                                                                       |
| 21                                                         | Соловйов Руслан Олександрович   | 05.09.1970 | професійно-технічна | безпартійний                                                     | Шахта Бужанська м. Нововолинськ, гірник                                                                     |
| 17                                                         | Танчев Павло Михайлович         | 31.05.1985 | вища                | безпартійний                                                     | Шахта Бужанська м. Нововолинськ, директор шахти Бужанська                                                   |
| 5                                                          | Кравчук Наталія Олегівна        | 04.11.1990 | вища                | безпартійна                                                      | ННІЕМ ТНЕУ, викладач кафедри економіки та обліку господарської діяльності                                   |
| 22                                                         | Куриленко Віктор Петрович       | 11.06.1973 | вища                | безпартійний                                                     | ННІЕМ ТНЕУ, викладач кафедри фінансів                                                                       |
| ПОЛІТИЧНА ПАРТІЯ «УКРАЇНСЬКЕ ОБ'ЄДНАННЯ ПАТРІОТІВ — УКРОП» |                                 |            |                     |                                                                  | |
| пк                                                         | Недищук Назарій Євгенійович     | 06.10.1988 | вища                | член ПОЛІТИЧНОЇ ПАРТІЇ «УКРАЇНСЬКЕ ОБ'ЄДНАННЯ ПАТРІОТІВ — УКРОП» | приватний підприємець                                                                                       |
| 19                                                         | Приступчук Олег Карлович        | 26.03.1970 | професійно-технічна | член ПОЛІТИЧНОЇ ПАРТІЇ «УКРАЇНСЬКЕ ОБ'ЄДНАННЯ ПАТРІОТІВ — УКРОП» | приватний підприємець                                                                                       |
| 14                                                         | Януш Олена Петрівна             | 02.12.1957 | професійно-технічна | безпартійна                                                      | пенсіонер                                                                                                   |
| 32                                                         | Карпач Микола Іларіонович       | 16.05.1969 | професійно-технічна | безпартійний                                                     | пенсіонер                                                                                                   |
| 18                                                         | Бінецький Сергій Михайлович     | 04.09.1969 | вища                | безпартійний                                                     | приватний підприємець                                                                                       |
| Радикальна партія Олега Ляшка                              |                                 |            |                     |                                                                  | |
| пк                                                         | Ярема Віктор Романович          | 19.01.1971 | вища                | член Радикальної партії Олега Ляшка                              | приватний підприємець                                                                                       |
| 21                                                         | Чорний Роман Степанович         | 16.05.1979 | вища                | член Радикальної партії Олега Ляшка                              | Нововолинський відділ ТНЕУ, декан                                                                           |
| 27                                                         | Климович Леонід Юрійович        | 26.12.1976 | вища                | член Радикальної партії Олега Ляшка                              | приватний підприємець                                                                                       |
| 23                                                         | Гура Василь Васильович          | 28.12.1971 | середня спеціальна  | член Радикальної партії Олега Ляшка                              | ДП Волиньвугілля, шахта 9, машиніст-гірник                                                                  |
| політична партія Всеукраїнське об'єднання «Свобода»        |                                 |            |                     |                                                                  | |
| пк                                                         | Киричук Вадим Анатолійович      | 12.03.1986 | вища                | член політичної партії Всеукраїнське об'єднання «Свобода»        | тимчасово не працює                                                                                         |
| 24                                                         | Дружук Павло Петрович           | 05.01.1961 | вища                | член політичної партії Всеукраїнське об'єднання «Свобода»        | пенсіонер                                                                                                   |
| 22                                                         | Франчук Ірина Павлівна          | 29.09.1981 | загальна середня    | член політичної партії Всеукраїнське об'єднання «Свобода»        | тимчасово не працює                                                                                         |
| Політична партія «Громадянська позиція»                    |                                 |            |                     |                                                                  | |
| пк                                                         | Семенюк Сергій Олександрович    | 09.01.1985 | вища                | член Політичної партії «Громадянська позиція»                    | приватний підприємець                                                                                       |
| 11                                                         | Недищук Євгеній Микитович       | 23.04.1963 | вища                | безпартійний                                                     | приватний підприємець, заступник командира по роботі з особливим складом мінометного дивізіону полку «Азов» |
| 10                                                         | Шаповал Володимир Володимирович | 01.01.1982 | вища                | член Політичної партії «Громадянська позиція»                    | приватний підприємець                                                                                       |
| Політична партія «Наш край»                                |                                 |            |                     |                                                                  | |
| пк                                                         | Гоцка Олександр Іванович        | 29.03.1968 | вища                | безпартійний                                                     | ТОВ «БРВ-Україна», директор                                                                                 |
| 20                                                         | Нагорний Андрій Євгенійович     | 13.12.1979 | вища                | безпартійний                                                     | ТОВ завод «ПРОМЛИТ», директор                                                                               |

### Депутати VI скликання
За результатами місцевих виборів 2010 року депутатами ради стали:

#### За суб'єктами висування
| Суб'єкт висування                                       | Кількість обраних депутатів | %    |
| ------------------------------------------------------- | --------------------------- | ---- |
| Політична партія Всеукраїнське об'єднання «Батьківщина» | 17                          | 42,5 |
| Партія регіонів                                         | 7                           | 17,5 |
| Політична партія «Фронт Змін»                           | 4                           | 10   |
| Єдиний Центр                                            | 3                           | 7,5  |
| Політична партія Всеукраїнське об'єднання «Свобода»     | 3                           | 7,5  |
| Політична партія «Наша Україна»                         | 2                           | 5    |
| Партія «Народна влада»                                  | 1                           | 2,5  |
| Партія промисловців і підприємців України               | 1                           | 2,5  |
| Політична партія «За Україну!»                          | 1                           | 2,5  |
| Політична партія Народний Рух України                   | 1                           | 2,5  |

#### За округами
| № округу                                                | Прізвище, ім'я, по батькові     | Дата визнання обраним | Освіта             | Партійна приналежність                         | Відомості про обраного депутата                                                                                        |
| ------------------------------------------------------- | ------------------------------- | --------------------- | ------------------ | ---------------------------------------------- | --- |
| Єдиний Центр                                            |                                 |                       |                    |                                                | |
| б/м                                                     | Єлева Юрій Володимирович        | 03.11.2010            | вища               | член Єдиного Центру                            | перший заступник Нововолинського міського голови                                                                       |
| б/м                                                     | Карпус Борис Сергійович         | 03.11.2010            | вища               | член Єдиного Центру                            | молодіжна громадська організація «Перспектива», голова правління                                                       |
| 18                                                      | Влодарчик Руслан Іванович       | 03.11.2010            | вища               | член Єдиного Центру                            | асоціація ОСББ «Містечко», уповноважена особа приватний підприємець                                                    |
| Партія «Народна влада»                                  |                                 |                       |                    |                                                | |
| 20                                                      | Гудима Тетяна Петрівна          | 03.11.2010            | вища               | член Партії «Народна влада»                    | Нововолинська загальноосвітня школа № 8, заступник директора                                                           |
| Партія промисловців і підприємців України               |                                 |                       |                    |                                                | |
| 15                                                      | Довгонюк Степан Степанович      | 03.11.2010            | вища               | член Партії промисловців і підприємців України | Нововолинська філія КБ «Приватбанк», директор                                                                          |
| Партія регіонів                                         |                                 |                       |                    |                                                | |
| б/м                                                     | Самков Андрій Володимирович     | 03.11.2010            | вища               | член Партії регіонів                           | ТОВ "Завод «Промлит», заступник директора                                                                              |
| б/м                                                     | Трофимович Ігор Миколайович     | 03.11.2010            | вища               | член Партії регіонів                           | ТзоВ «Вербена», директор                                                                                               |
| б/м                                                     | Чабан Андрій Володимирович      | 25.01.2011            | вища               | член Партії регіонів                           | ПП «Інтер-Крафт», директор                                                                                             |
| 2                                                       | Суднік Едуард Аркадійович       | 03.11.2010            | вища               | член Партії регіонів                           | ПП «ДЕНК ТПР», директор                                                                                                |
| 6                                                       | Сиротюк Юрій Іванович           | 03.11.2010            | вища               | член Партії регіонів                           | підприємець |
| 11                                                      | Нагорний Андрій Євгенович       | 03.11.2010            | вища               | член Партії регіонів                           | ТОВ «Завод „Промлит“, директор                                                                                         |
| 12                                                      | Бутинець Василь Степанович      | 03.11.2010            | вища               | член Партії регіонів                           | підприємець |
| Політична партія Всеукраїнське об'єднання „Батьківщина“ |                                 |                       |                    |                                                | |
| б/м                                                     | Німой Євген Романович           | 03.11.2010            | вища               | член Всеукраїнського об'єднання „Батьківщина“  | шахта № 5 „Нововолинська“, заступник генерального директора                                                            |
| б/м                                                     | Рожелюк Володимир Дмитрович     | 03.11.2010            | вища               | член Всеукраїнського об'єднання „Батьківщина“  | Нововолинська міська рада, секретар міської ради                                                                       |
| б/м                                                     | Соколова Любов Миколаївна       | 03.11.2010            | вища               | член Всеукраїнського об'єднання „Батьківщина“  | Нововолинський економічний факультет Київської академії міжнародної економіки і міжнародних відносин, заступник декана |
| б/м                                                     | Климович Леонід Юрійович        | 03.11.2010            | вища               | позапартійний                                  | приватний підприємець                                                                                                  |
| б/м                                                     | Станицька Оксана Григорівна     | 03.11.2010            | вища               | член Всеукраїнського об'єднання „Батьківщина“  | МП „Сонечко“, директор                                                                                                 |
| б/м                                                     | Жура Світлана Василівна         | 03.11.2010            | вища               | член Всеукраїнського об'єднання „Батьківщина“  | комунальне підприємство „Нововолинськтеплокомуенерго“, головний економіст                                              |
| б/м                                                     | Турик Микола Максимович         | 03.11.2010            | вища               | член Всеукраїнського об'єднання „Батьківщина“  | приватний підприємець                                                                                                  |
| б/м                                                     | Попков Олег Сергійович          | 15.12.2010            | вища               | член Всеукраїнського об'єднання „Батьківщина“  | Приватне підприємство „Роса“, директор                                                                                 |
| 3                                                       | Бєльська Надія Іванівна         | 03.11.2010            | вища               | член Всеукраїнського об'єднання „Батьківщина“  | дошкільний навчальний заклад № 6, завідувачка                                                                          |
| 5                                                       | Чайка Олена Іванівна            | 03.11.2010            | вища               | член Всеукраїнського об'єднання „Батьківщина“  | житловокомунальне об'єднання, директор                                                                                 |
| 8                                                       | Приступа Валентина Іванівна     | 03.11.2010            | вища               | член Всеукраїнського об'єднання „Батьківщина“  | Нововолинське вище професійне училище, директор                                                                        |
| 9                                                       | Тарасенко Віктор Іванович       | 03.11.2010            | середня спеціальна | член Всеукраїнського об'єднання „Батьківщина“  | пенсіонер |
| 10                                                      | Лісова Алла Степанівна          | 03.11.2010            | вища               | позапартійна                                   | обласна газета „Волинь-нова“, кореспондент                                                                             |
| 13                                                      | Гаврилюк Анатолій Миколайович   | 03.11.2010            | вища               | член Всеукраїнського об'єднання „Батьківщина“  | комунальне підприємство „Нововолинськтеплокомуненерго“, директор                                                       |
| 14                                                      | Буторін Олексій Олексійович     | 03.11.2010            | вища               | член Всеукраїнського об'єднання „Батьківщина“  | ТОВ „Кроноспан УА“, менеджер                                                                                           |
| 16                                                      | Федосєєва Наталія Олександрівна | 03.11.2010            | вища               | член Всеукраїнського об'єднання „Батьківщина“  | Нововолинський економічний факультет Київської академії міжнародної економіки і міжнародних відносин, декан            |
| 19                                                      | Буткевич Владислав Степанович   | 03.11.2010            | вища               | член Всеукраїнського об'єднання „Батьківщина“  | Нововолинська загальноосвітня школа № 8, директор                                                                      |
| Політична партія Всеукраїнське об'єднання „Свобода“     |                                 |                       |                    |                                                | |
| б/м                                                     | Гольчук Олексій Михайлович      | 03.11.2010            | вища               | член Всеукраїнського об'єднання „Свобода“      | ТзОВ „Аптека — Жовтневе“, директор                                                                                     |
| б/м                                                     | Власюк Володимир Миколайович    | 03.11.2010            | незакінчена вища   | член Всеукраїнського об'єднання „Свобода“      | приватний підприємець                                                                                                  |
| б/м                                                     | Киричук Вадим Анатолійович      | 03.11.2010            | незакінчена вища   | член Всеукраїнського об'єднання „Свобода“      | ЗАТ „Банк руський стандарт“, менеджер                                                                                  |
| Політична партія „За Україну!“                          |                                 |                       |                    |                                                | |
| 4                                                       | Бадзюнь Олег Володимирович      | 03.11.2010            | вища               | член Політичної партії „За Україну!“           | приватний підприємець                                                                                                  |
| Політична партія Народний Рух України                   |                                 |                       |                    |                                                | |
| 7                                                       | Магомаєв Магомед Джамбулатович  | 03.11.2010            | вища               | член Народного Руху України                    | Нововолинська міська лікаря, лікар-хірург                                                                              |
| Політична партія „Наша Україна“                         |                                 |                       |                    |                                                | |
| б/м                                                     | Бадзюнь Віталій Миколайович     | 03.11.2010            | вища               | член Політичної партії „Наша Україна“          | підприємець |
| б/м                                                     | Жила Лариса Афанасіївна         | 03.11.2010            | вища               | член Політичної партії „Наша Україна“          | Нововолинський електромеханічний коледж, заступник директора                                                           |
| Політична партія „Фронт Змін“                           |                                 |                       |                    |                                                | |
| б/м                                                     | Тивонюк Олег Ярославович        | 03.11.2010            | вища               | член Політичної партії „Фронт Змін“            | приватна стоматологічна клініка „Альфа-Дент“, лікар — стоматолог                                                       |
| б/м                                                     | Сахарчук Руслан Іванович        | 03.11.2010            | вища               | член Політичної партії „Фронт Змін“            | Нововолинське управління по газопостачанню та газифікації, начальник управління                                        |
| 1                                                       | Бадзюнь Богдан Миколайович      | 03.11.2010            | вища               | член Політичної партії „Фронт Змін“            | автоцентр „Формула“, власник                                                                                           |
| 17                                                      | Павлишин Андрій Григорович      | 03.11.2010            | незакінчена вища   | член Політичної партії „Фронт Змін“            | ТзОВ Нововолинська торгова компанія», декларант                                                                        |